# Acanthopagrus vagus
Acanthopagrus vagus is een straalvinnige vissensoort uit de familie van de zeebrasems (Sparidae). De wetenschappelijke naam van de soort is voor het eerst geldig gepubliceerd in 1852 door Peters.